# René Primevère Lesson
Aquest autor és citat en taxonomia animal amb el nom «Lesson».
René Primevère Lesson o René-Primevère Lesson (Rochefort (Charente Marítim), 20 de març del 1794 - 28 d'abril del 1849) fou un cirurgià, botànic i naturalista francès.
Estudià a Rochefort, i a l'edat de setze anys, entrà a l'Escola Mèdica Naval. Serví a l'armada francesa durant les guerres napoleòniques; el 1811 esdevingué tercer cirurgià de la fragata Saal i el 1813 segon cirurgià de la Regulus.
Serví com a cirurgià en el viatge al voltant del món de La Coquille (1822-1825) i fou el responsable de col·leccionar els exemplars d'història natural amb el seu company cirurgià Prospère Garnot. Fou el primer naturalista a veure ocells del paradís vius a les Moluques i Nova Guinea.
Després de tornar a París, passà set anys preparant la secció de zoologia vertebrada de l'expedició realitzada, Voyage au tour du monde sur La Coquille (1826-39). Durant aquest temps també realitzà les obres Manuel d'Ornithologie (1828), Traité d'Ornithologie (1831), Centurie Zoologique (1830-32), i Illustrations de Zoologie (1832-35). També realitzà diverses monografies sobre els colibrís i un llibre sobre els ocells del paradís.
Utilitzà la seva experiència com a cirurgià de bord per publicar l'obra de dos volums Manuel d'Histoire Naturelle Médicale et de Pharmacologie (1833), com un manual per als cirurgians navals.
El 1832 esdevingué farmacèutic en cap designat de l'armada francesa a Rochefort.